# Alex Greive
Alexander „Alex“ Greive (* 13. Mai 1999 in Auckland) ist ein neuseeländischer Fußballspieler, der bei Bohemians Dublin in der League of Ireland unter Vertrag stand. Seit dem Jahr 2022 ist er Nationalspieler von Neuseeland.

## Karriere

### Verein
Alex Greive begann seine Karriere in der Jugend des Papakura City FC und Waitakere City FC. Im Jahr 2015 wechselte er zu Birkenhead United. Zwei Jahre später ging Greive in die Vereinigten Staaten, um College Soccer zu spielen. Für die Fußballmannschaft der Northern Kentucky University spielte er in der NCAA Division I und konnte in 48 Spielen 20 Tore erzielen. Während seines Studiums spielte er im Jahr 2019 auch auf Vereinsebene kurzzeitig für die Cincinnati Dutch Lions in der USL League Two, der vierthöchsten Liga der Vereinigten Staaten. In zehn Spielen traf er zweimal.
Im Jahr 2020 kehrte er zurück nach Neuseeland. Die Saison 2020/21 verbrachte er bei Waitakere United in der New Zealand Football Championship. Mit sechs erzielten Treffern war er bester Torschütze seiner Mannschaft. Im März 2021 wechselte er zu seinem Jugendverein Birkenhead United. In der Northern League wurde Greive in der Saison 2021 mit 19 Toren in 19 Spielen Torschützenkönig. Dabei gelang ihm gegen die West Coast Rangers, Melville United und North Shore United jeweils ein Hattrick.
Im Januar 2022 wechselte er zum schottischen Erstligisten FC St. Mirren. Im Januar 2024 wechselte er auf Leihbasis bis zum Ende der Saison 2023/24 zum schottischen Zweitligisten zu Dundee United.

### Nationalmannschaft
Alex Greive debütierte im Januar 2022 in der neuseeländischen-A-Nationalmannschaft in einem Freundschaftsspiel gegen Jordanien. Bei der 1:3-Niederlage wurde der Stürmer in der 82. Minute für Logan Rogerson eingewechselt. Zwei Monate später nahm er mit der Mannschaft am Ozeanischen-Qualifikationsturnier in Doha für die diesjährige Weltmeisterschaft teil. Im letzten Gruppenspiel gegen Neukaledonien kam er zu seinem ersten Turniereinsatz und gleichzeitigen Startelfdebüt bei den „All Whites“. Beim 7:1-Sieg erzielte Greive zwei Tore. Er kam danach im Halbfinale gegen Tahiti und im Finale gegen die Salomonen auf weitere Einsätze. Als Sieger des Turniers qualifizierte sich Neuseeland für die interkontinentalen Play-offs gegen Costa Rica. Das Spiel endete mit einer 0:1-Niederlage, sodass sich Costa Rica für die Weltmeisterschaft qualifizierte. Greive war in der 60. Minute für Kosta Barbarouses ausgewechselt worden, der neun Minuten später mit einer Roten Karte den Feldes verwiesen wurde.